# Brian Grazer
Brian Thomas Grazer (ur. 12 lipca 1951 w Los Angeles w stanie Kalifornia) – amerykański producent filmowy i telewizyjny. Był trzykrotnie nominowany do Oscara, a w roku 2002 zdobył nagrodę w kategorii najlepszy film za Piękny umysł.

## Życiorys

### Wczesne lata
Urodził się w Los Angeles w Kalifornii jako syn Arlene Becker Grazer i adwokata do spraw karnych Thomasa Grazera. Jego matka była Żydówką, a ojciec - katolikiem. Wychował się w Sherman Oaks i Northridge, w dolinie San Fernando w Los Angeles w Kalifornii z młodszym rodzeństwem - siostrą Norą Beth (ur. 1952) i bratem Gavinem (ur. 1956), który został aktorem i reżyserem.
Jego rodzice rozwiedli się, gdy był w liceum. W 1974 roku ukończył School of Cinema-Television. Spędził kolejny rok w szkole prawniczej przy University of Southern California.

### Kariera
Wkrótce zaczął realizować swoje marzenia w Hollywood i podjął pracę dla Paramount Pictures. Był producentem telewizyjnego komediodramatu NBC Zuma Beach (1978) z Suzanne Somers. W 1982 roku wyprodukował swój pierwszy kinowy film, komedię Nocna zmiana (Night Shift) z Michaelem Keatonem i Shelley Long.
Razem z Ronem Howardem został współwłaścicielem Imagine Entertainment – jedną z najważniejszych i najbardziej dochodowych tego rodzaju instytucji w Hollywood.
Pierwszy większy sukces przyszedł wraz z komedią fantasy Rona Howarda Plusk (Splash, 1984) o syrenie (Daryl Hannah) zakochanej w człowieku (Tom Hanks), do której napisał scenariusz i zdobył nominację do Oscara. Kolejną nominację do Oscara za najlepszy film przyniósł mu Apollo 13 (1995) w reżyserii Rona Howarda.

### Życie prywatne
16 marca 1972 ożenił się z Theresą McKay, ale 6 lipca 1979 doszło do rozwodu. 23 maja 1982 poślubił Corki Corman, z którą ma syna Rileya (ur. 1986) i córkę Sage (ur. 1988). Jednak 2 czerwca 1992 rozwiódł się. 20 września 1997 po raz trzeci ożenił się ze scenarzystką Gigi Levangie, z którą ma dwóch synów: Thomasa (ur. 1999) i Patricka (ur. 2004). I tym razem rozwiódł się 21 maja 2009. Był związany z pianistką Chau-Giang Thi Nguyen (2006-2012). Od 2014 spotykał się z dyrektorką marketingu Veronicą Smiley, z którą się ożenił 20 lutego 2016.

## Nagrody
- 2006: 24 godziny - Emmy najlepszy seria dramatyczny
- 2005: 24 godziny - (nominacja) Emmy najlepszy serial dramatyczny
- 2004: 24 godziny - (nominacja) Emmy najlepszy serial dramatyczny
- 2003: 24 godziny - (nominacja) Emmy najlepszy serial dramatyczny
- 2002: Piękny umysł - Oscar najlepszy film
- 2002: Piękny umysł - (nominacja) BAFTA najlepszy film
- 2002: Piękny umysł - (nominacja) Nagroda Australijskiego Instytutu Filmowego najlepszy film zagraniczny
- 2002: 24 godziny - (nominacja) Emmy najlepszy serial dramatyczny
- 1996: Apollo 13 - (nominacja) Oscar najlepszy film
- 1985: Plusk - (nominacja) Oscar najlepszy scenariusz